# Boeing Dreamlifter
Boeing 747 Dreamlifter (dawniej Boeing 747 Large Cargo Freighter Dreamlifter lub Boeing 747 LCF Dreamlifter) to szerokokadłubowy samolot transportowy. Ładunek umieszczany jest w maszynie za pomocą najdłuższej na świecie ładowarki. Skonstruowano go modyfikując istniejącego już Boeinga 747-400. Używa się go do transportu części Boeinga 787 od dostawców z całego świata do zakładów montażowych.

## Rozwój
13 października 2003 roku Boeing ogłosił, że w związku z długim czasem transportu drogą lądową i morską, transport powietrzny będzie pierwszorzędną metodą transportu części Boeinga 787 Dreamliner (znanego również jako 7E7). Początkowo chciano przekształcić trzy używane pasażerskie 747-400 w pozagabarytową konfigurację, aby przewozić podzespoły z Japonii i Włoch do North Charleston (Karolina Południowa), a potem do stanu Waszyngton na końcowy montaż, jednak do programu dołączono jeszcze czwartą maszynę. 747 LCF ma wypukły kadłub podobnie jak w koncepcji Super Guppy i programie Airbus Beluga, których także używano do transportu skrzydeł i sekcji kadłuba. Ma on największą na świecie ładownię, zdolną pomieścić 1840 m³ ładunku, co równa się potrójnej objętości 747-400F.

### Projekt

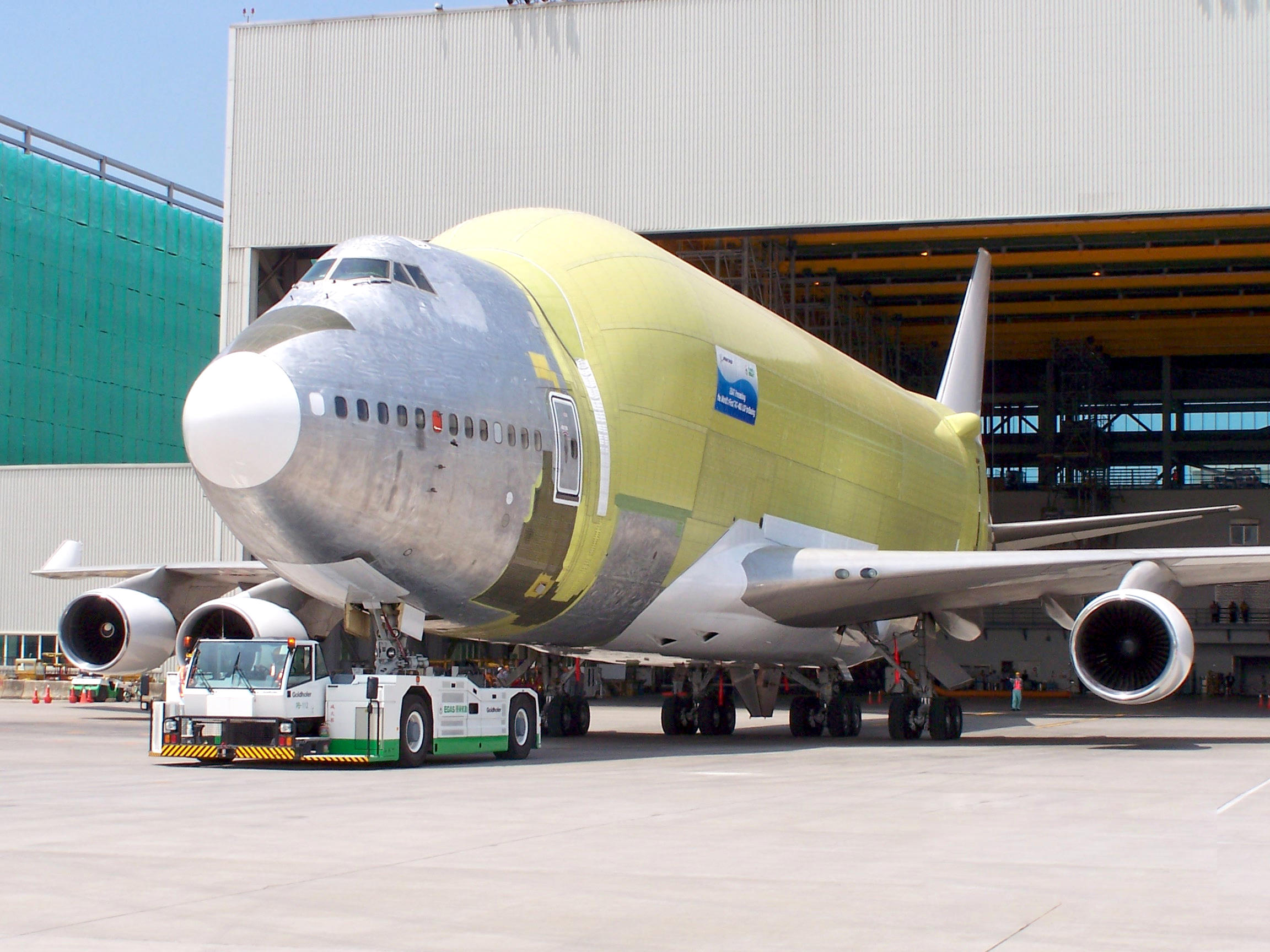
Pierwsza konwersja, która została krytycznie skomentowana ze względu na swój niezgrabny kształt oraz niepomalowanie samolotu na czas

Konwersja 747 LCF została zaprojektowana częściowo przez Moskiewskie Biuro Boeinga i Boeing Rocketdyne, a otwierany ogon zaprojektowano w partnerstwie z Gamesa Corporación Tecnológica. Modyfikacje wykonano w Republice Chińskiej przez Evergreen Aviation Technologies Corporation, wspólne przedsiębiorstwo grupy Evergreen EVA Air i General Electric. Boeing nabył cztery używane 747-400: jeden samolot od Air China, jeden od Malaysia Airlines i dwa od China Airlines.
Pierwszy 747 Dreamlifter (LCF) wyprowadzono z hangaru portu lotniczego Tajpej-Taiwan Taoyuan 17 sierpnia 2006 roku. 9 września z powodzeniem zakończył on swój pierwszy lot testowy z tego lotniska.

## Historia

### Loty testowe

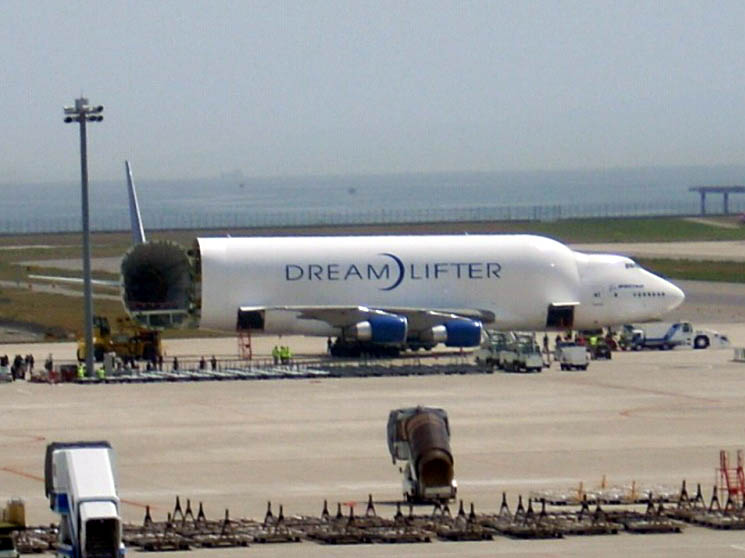
Boeing Dreamlifter z jego otwartym, rozsuwanym ogonem

16 września 2006 roku N747BC przyleciał do Boeing Field w Seattle, aby ukończyć swój program lotów testowych. Testowanie rozsuwanego ogona przeprowadzono w fabryce Boeing Everett Factory. Drugi samolot – N780BA miał swój oblot 16 lutego 2007 roku. Trzecia z maszyn rozpoczęła modyfikację w 2007 roku. Pierwsze dwa 747 LCF weszły do służby w 2007 roku, aby wspomóc końcowy montaż 787.
Dzięki Boeingom 747 LCF czasy dostaw skrzydeł dla 787 skróciły się z około 30 dni do 8 godzin. Evergreen International Airlines (niezwiązane z EVA Air czy EGAT), operator transportu lotniczego Stanów Zjednoczonych z siedzibą w McMinnville w Oregonie obsługiwało flotę 747 LCF do sierpnia 2010 roku. Operacje 747 LCF przejął w marcu 2010 roku Atlas Air, który otrzymał dziewięcioletni kontrakt. Evergreen osiągnęło 93% zgodność z planem lotów 747 LCF i pozwało Boeinga na 175 mln USD, które sąd jednak odrzucił.

### Wejście do służby

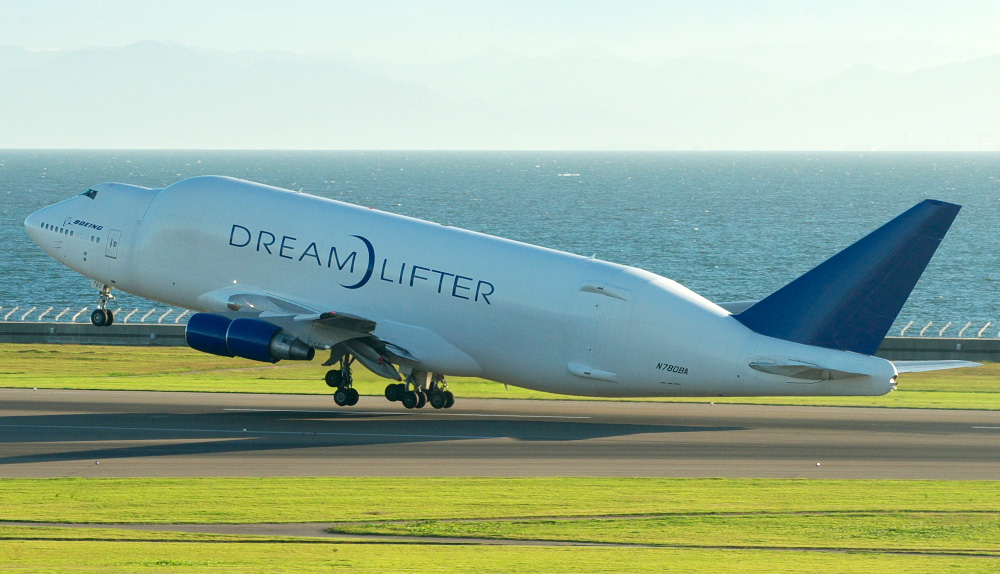
Boeing Dreamlifter startuje z lotniska Nagoya w Japonii

W czerwcu 2006 roku ukończono pierwszą ładowarkę DBL-100, której używano do ładowania części 787 do 747 LCF. W grudniu 2006 Boeing ogłosił, że 747 LCF zostanie nazwany Dreamlifter (ang. Nosiciel marzeń), w odniesieniu do nazwy 787 Dreamliner (ang. Liniowiec marzeń). Zaprezentowano również logo, używane w standardowym malowaniu, przypominające logo 787 Dreamliner.
Uzyskanie certyfikatów zostało początkowo zaplanowane na początek roku 2007, jednak przełożono to na czerwiec 2007. Z samolotu wymontowano winglety, aby zniwelować nadmiar wibracji oraz inne części charakterystyczne wcześniej dla końcowej certyfikacji. W międzyczasie, w ramach programu lotów testowych, 747 LCF dostarczał sekcje 787 z całego świata do fabryki Boeing Everett Factory na końcowy montaż. 2 czerwca 2007 roku Boeing Dreamlifter otrzymał certyfikat zdatności do lotu FAA. Od swojego pierwszego lotu w 2006 roku do certyfikacji w 2007 roku, Dreamlifter przeszedł 437 godzin testów w powietrzu oraz 639 godzin na ziemi.
Spośród czterech nabytych przez Boeinga 747 LCF, trzy ukończono i zaczęto używać w czerwcu 2008 roku, a czwarty wszedł do służby w lutym 2010.

## Specyfikacje

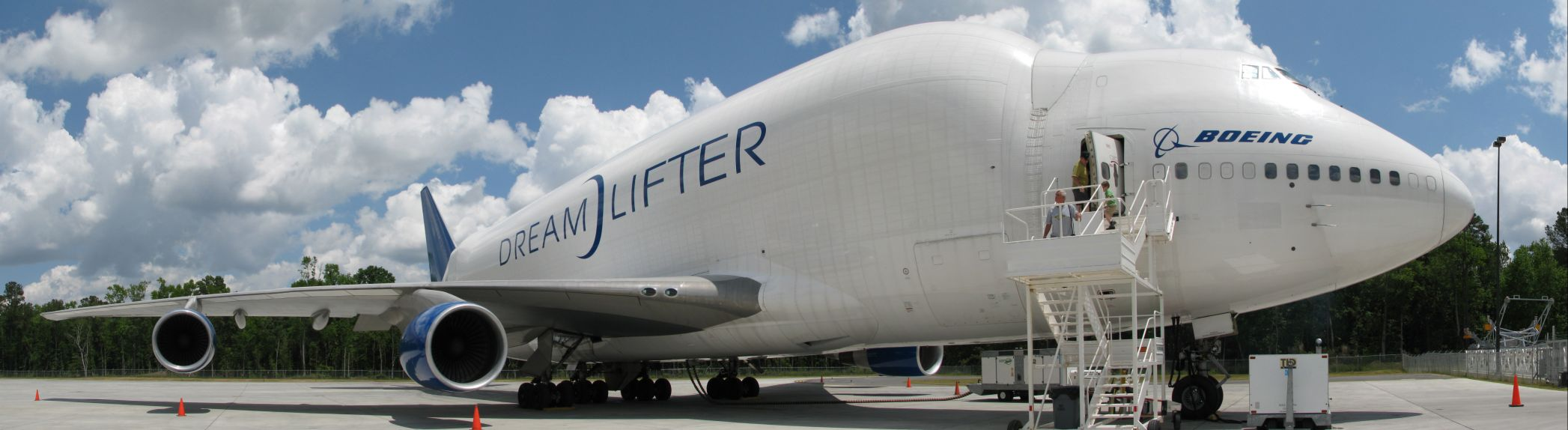
Boeing Dreamlifter w swoim standardowym malowaniu

Główna ładownia Boeinga 747 LCF ma pojemność 1840 m³.
| Samolot                         | 747 Dreamlifter            | 747-400                                |
| ------------------------------- | -------------------------- | -------------------------------------- |
| Załoga                          | Dwie osoby                 | Dwie osoby                             |
| Długość                         | 71,68 m                    | 70,6 m                                 |
| Wysokość                        | 21,54                      | 19,4 m                                 |
| Rozpiętość skrzydeł             | 64,4 m                     | 64,4 m                                 |
| Średnica kadłuba                | 8,38 m                     | 6,50 m                                 |
| Maksymalna masa startowa (MTOW) | 364 235 kg                 | 396 890 kg                             |
| Prędkość przelotowa             | 0.82 Ma (474 kt, 878 km/h) | 0.85 Ma (491 kt, 910 km/h)             |
| Rozbieg przy MTOW               | 2804 m                     | 3018 m                                 |
| Zasięg przy pełnym załadunku    | 7800 km                    | 13 450 km                              |
| Maksymalna pojemność paliwa     | 199 150 l                  | 216 850 l                              |
| Silniki (×4)                    | PW 4062                    | PW 4062 GE CF6-80C2B5F RR RB211-524G/H |
| Ciąg (×4)                       | 282 kN                     | PW 282 kN GE 276 kN RR 265 kN          |

Źródła: 